# Universitatea de Stat din Kuban
Universitatea de Stat din Kuban (în rusă Кубанский государственный университет) este o instituție de învățământ superior din Krasnodar, Rusia. Este una dintre cele mai mari și mai vechi universități din sudul Rusiei.
Universitatea a fost fondată în 1920 în Krasnodar. Primul său rector ales a fost Nikandr Marks, fost general în Armata Imperială Rusă, istoric și specialist în paleografie rusă veche.
În 1994, universitatea a fost clasată ca fiind una dintre cele mai importante instituții de învățământ superior din Rusia.
În 2004 și 2005, universitatea a fost clasată printre primele 100 de instituții de învățământ superior din Rusia și a primit Medalia de Aur pentru Calitate Europeană.
În 2008, Mihail Astapov, fostul șef al Departamentului Regional de Educație din Krasnodar, a fost numit rector al universității.
Universitatea de Stat din Kuban educă specialiști străini din 1970. Absolvenții săi străini provin din peste 120 de țări. În prezent, universitatea continuă să școlarizeze studenți din Asia, America, Africa și Europa.